# منطقه نظامی فزان-غدامس
قلمرو نظامی فزان-غدامس قلمرویی در قسمت جنوبی لیبی ایتالیا بود که از سال ۱۹۴۳ تا استقلال لیبی در سال ۱۹۵۱ توسط فرانسه آزاد اشغال و اداره می‌شد. این بخشی از اشغال لیبی توسط متفقین بود.
نیروهای فرانسه آزاد از چاد فرانسه در سال ۱۹۴۳ منطقه ای را که منطقه نظامی جنوبی ایتالیا بود اشغال کردند، و چندین درخواست برای ضمیمه کردن فزان از نظر اداری به متصرفات فرانسه در شمال آفریقا ارائه کردند.
دولت بریتانیا آموزش نیروهای دولتی لیبی را آغاز کرد که به شدت مورد نیاز بودند. با این حال، مدیران ایتالیایی همچنان در طرابلس مشغول به کار بودند. قوانین حقوقی ایتالیا در طول مدت جنگ به قوت خود باقی ماند. در منطقه کم جمعیت فزان، یک اداره نظامی فرانسوی همتای عملیات بریتانیا را تشکیل داد. با تأیید بریتانیا، نیروهای فرانسوی آزاد از چاد به سمت شمال حرکت کردند تا کنترل قلمرو را در ژانویه ۱۹۴۳ به دست گیرند. اداره فرانسه توسط کارکنان مستقر در سبها هدایت می‌شد، اما عمدتاً از طریق افراد برجسته خانواده سیف آن نصر فزان اعمال می‌شد. در سطوح پایین، فرماندهان نیروهای فرانسوی در هر دو ظرفیت نظامی و غیرنظامی طبق رویه مرسوم فرانسوی‌ها در صحرای الجزایر عمل می‌کردند. در غرب، گات به منطقه نظامی فرانسه در جنوب الجزایر و غدامس به فرماندهی فرانسوی جنوب  تونس وابسته بود. - ایجاد ترس ملی‌گرای لیبی مبنی بر اینکه نیت فرانسه ممکن است شامل جدایی نهایی فزان از لیبی باشد.
فزان در ۲۴ دسامبر ۱۹۵۱ با طرابلس و برقه پیوست تا پادشاهی لیبی را تشکیل دهد. این اولین کشوری بود که از طریق سازمان ملل به استقلال رسید، و یکی از اولین متصرفات اروپایی سابق در آفریقا بود که استقلال را به دست آورد.

## یادداشت
1. ↑  as Resident
2. ↑  as Resident